# Linia kolejowa Götzenhof – Wüstensachsen
Linia kolejowa Götzenhof – Wüstensachsen – dawna jednotorowa i niezelektryfikowana lokalna linia kolejowa w kraju związkowym Hesja, w Niemczech. Łączyła miejscowości Götzenhof i Ehrenberg (Rhön).